# Shota Kimura
Shota Kimura (木村 勝太 Kimura Shota?), född 17 oktober 1988 i Tokyo prefektur, är en japansk fotbollsspelare.
Kimura började sin karriär 2007 i Ventforet Kofu. Efter Ventforet Kofu spelade han för Matsumoto Yamaga FC, Kataller Toyama och Grulla Morioka. Han avslutade karriären 2015.